# Rebelde
Rebelde (Buntovnici) je meksička telenovela koju je producirala Televisa − jedna od najpoznatijih meksičkih produkcijskih kuća, dok je njezina stvarateljica Cris Morena. Ova je telenovela prerada poznate argentinske telenovele Rebelde Way koja je prilagođena za meksičku publiku, što je pak dovelo do razlike u pozadini likova koji se pojavljuju u njoj. Ova je telenovela snimljena i prikazivana samo u 3 sezone, tako da je posljednja epizoda u Meksiku prikazana 2. lipnja 2006. Ovu je telenovelu zamijenila u lipnju 2006. nova Televisina telenovela Código Postal.

## Sinopsis
Radnja ove telenovele je smještena u Elite Way School – prestižnom, privatnom srednjoškolskom internatu u blizini Ciudad de Méxica. Osoblje škole i roditelji učenika također često imaju svoje vlastite podradnje. Jedna od karakteristika ove telenovele je slučajno korištenje engleskih riječi i fraza, koje su često korišteni od strane fresa.
Jedna od glavnih radnji ove telenovele se vrti oko grupe učenika koji su stvorili pop sastav. Glumci koji glume članove ovog sastava su također članovi stvarnog sastava po imenu "RBD", čiji je naziv nastao kao skraćenica naslova ove telenovele kako bi se njegovo ime razlikovalo on naslova same telenovele. "RBD" izvodi većinu glazbe koja se izvodi u ovoj telenoveli, te je također bio samostalno jako uspješan zbog čega je postao jedan od najpopularnijih nastupa u Meksiku, što je pak dovelo i do toga da je ovaj sastav često nastupao u inozemstvu.

## Emitiranje u inozemstvu
U SAD-u je ova telenovela prvi put prikazana na programu televizijske kuće Univision 21. ožujka 2005., dok je zadnja epizoda prikazana 15. prosinca 2006., također na programu ove televizijske kuće.
Na području Hrvatske je prva epizoda telenovele Rebelde prvi put prikazana 5. siječnja 2009. na programu DOMA TV-e.
Ova je telenovela prikazana u više od 65 država diljem svijeta.

## Uloge
| Glumac/ica              | Lik                                |
| ----------------------- | ---------------------------------- |
| Anahi                   | Mia Colucci                        |
| Dulce María             | Roberta Rey                        |
| Christopher Uckermann   | Diego Bustamante                   |
| Alfonso Herrera         | Miguel Arango                      |
| Maite Perroni           | Guadalupe ˝Lupita˝ Fernandez       |
| Christian Chavez        | Giovanni ˝Juan˝ Mendez             |
| Leticia Perdigon        | Mayra Fernandez                    |
| Tony Dalton             | Gastón Diestro                     |
| Felipe Najera           | Pascual Gandía Pérez               |
| Patricio Borghetti      | Enrique Madariaga                  |
| Ninel Conde             | Alma Rey                           |
| Juan Ferrara            | Franco Colluci                     |
| Enrique Rocha           | León Bustamante                    |
| Zoraida Gomez           | José Lujan Landeros                |
| Karla Cossio            | Pilar Gandía Rosalez               |
| Estefania Villarreal    | Celina Ferrer                      |
| Jack Duarte             | Tomás Goycolea Kantun              |
| Rodrigo Nehme           | Nicolas "Nico" Huber Ayute         |
| Angelique Boyer         | Victoria "Vico" Paz Millian        |
| Eddy Vilard             | Teodoro "Téo" Ruiz-Palacios        |
| Fernanda Polin          | Raquel Byron Sender                |
| Ronald Duarte           | Jack Lizaldi Heidi                 |
| Michelle Renault        | Michelle Piñeda                    |
| Michel Gurfi            | Joaquín Mascaró                    |
| Viviana Ramos           | Dolores "Lola" Fernández Arregui   |
| Allisson Lozz           | Bianca Delight                     |
| Diego González          | Rocco Bessauri                     |
| María Fernanda Malo     | Sol de la Riva                     |
| Derrick James           | Santos Echagüe Hobles              |
| Antonio Sainz           | Iñaki Urcola dos Santos            |
| Georgina Salgado        | Augustina Lauman Medeiros          |
| Eleazar Gómez           | Francisco Leonardo Blanco Goycolea |
| Ernesto Díaz            | Maurício Garza Alebrija            |
| Miguel Ángel Biaggio    | Javier Alanis                      |
| Patsy                   | Inés Alanis                        |
| Hector Gomez            | Hilario                            |
| Nailea Norvind          | Marina Caceres Colucci             |
| Grettell Valdez         | Renata Lizaldi                     |
| Lisardo                 | Martin/Octávio Reverte             |
| Pedro Weber "Chatanuga" | Peter                              |
| María Fernanda García   | Alicia Salazár                     |
| Lourdes Canale          | Hilda Acosta                       |
| Tiaré Scanda            | Galia Rosalez de Gandía            |
| Lourdes Reyes           | Julia Lozano                       |
| Rafael Inclán           | Guillermo Vásquez                  |
| Miguel Rodarte          | Carlo Colucci                      |
| Aitor Iturrioz          | Esteban Nolasco                    |
| Yessica Salazar         | Valeria Olivier                    |
| Claudia Schmidt         | Sabrina Guzman                     |
| Roxana Martínez         | Milagrosa                          |
| Abraham Stavans         | Joel Huber                         |
| Alejandra Peniche       | Damiana de Ferrer                  |
| Alfonso Iturralde       | Héctor Paz                         |
| Cinthya Coppeli         | Mabel Pérez de Bustamante          |
| Dobrina Cristeva        | Yuli Huber Ayute                   |
| Gabriela Bermúdez       | Elena Cervera de Arango            |
| Gerardo Klein           | Fernando Ferrer                    |
| Manola Diez             | Pepa                               |
| Patricia Martínez       | Luisa López                        |
| Roberto Miranda         | Cosme Méndez                       |
| Salvador Julian         | Carlos Velázquez                   |
| Xóchitl Vigil           | Rosa Fernández                     |
| Zamorita                | Maurice                            |

### Gostujuće uloge
| Glumac/ica              | Lik                     |
| ----------------------- | ----------------------- |
| Alberto Núñez           | Gonzalo Miranda         |
| Alejandro Peraza        | Casido Font             |
| Ana Bolena              | Belén Mendez Pacheco    |
| Ariane Pellicer         | Nora Goycolea           |
| Beatriz Shantal         | Paula                   |
| Carlos Balart           | Donato                  |
| Carlos Girón            | Roger                   |
| Dylan Obed              | Marcelino               |
| Eugenio Siller          | Luciano                 |
| Fernanda De Las Fuentes | Karen                   |
| Fernando Morin          | Antonio Pardo           |
| Florencia de Saracho    | Romina                  |
| Francisco Avendaño      | Gustavo Ruíz-Palacios   |
| Grisel Margarita        | Anita                   |
| Hector Norman           | Tato                    |
| Liuba de Lasse          | Katarina "Kata"         |
| Luis Fernando Peña      | Simón                   |
| Jacqueline Voltaire     | Lisette Millian         |
| Jean Safont             | Ricardo Mendiola        |
| Jesús Falcón            | Augusto Paz Millian     |
| Jorge Ponce             | George Luckirin         |
| Jose Blanchet           | Max                     |
| José Ron                | Enzo                    |
| Julio Camejo            | Mauro                   |
| Malillany Marín         | Luz Viviana Olivier     |
| Malisha                 | Lulú                    |
| Marco Antonio Valdés    | Dante                   |
| Mario Santa Ana         | Ramiro                  |
| Mauro Mercado           | Walter                  |
| Monique Vargas          | Paloma Torres           |
| Nicolás Krinis          | Jacob                   |
| Paola Lavat             | Márcia de Ruiz-Palácios |
| Raúl Ochoa              | Alberto de la Riva      |
| Rocío Cárdenas          | Fátima Díaz             |
| Samantha López          | Julieta                 |
| Sergio García           | Rodrigo Santiestevan    |
| Siny                    | Dulce Fernández         |
| Tessa Norvind           | Loli Arango Cervera     |
| Víctor González         | Facundo                 |

### Glazbeni gosti
| Pjevač/ica       | Sezona u seriji |
| ---------------- | --------------- |
| Lenny Kravitz    | 1               |
| Kumbia Kings     | 1               |
| Adal Ramones     | 1               |
| JD Natasha       | 1               |
| Lu               | 1               |
| Erick Rubin      | 1               |
| Ricardo Montaner | 2               |
| The Angels       | 2               |
| Gorillaz         | 2               |
| Cabas            | 2               |
| Hilary Duff      | 3               |
| Anasol           | 3               |
| Kris Melody      | 3               |
| Luny Tunes       | 3               |

## Vanjske poveznice
- Službena stranica  Arhivirana inačica izvorne stranice od 9. travnja 2009. (Wayback Machine)